# 埃琳娜·科门德鲁夫斯卡亚
埃琳娜·科门德鲁夫斯卡亚（俄语：Елена Комендровская，1991年5月19日—），俄羅斯女子羽毛球運動員。

## 簡歷
2013年，埃琳娜·科门德鲁夫斯卡亚與玛丽亚·舍古罗娃，先後在白夜羽毛球賽和俄羅斯羽毛球大獎賽打進女雙比賽四強。
2015年7月，埃琳娜·科门德鲁夫斯卡亚代表俄羅斯（Moscow State Forest University）出戰韓國光州市舉行的世界大學生運動會羽毛球比賽。

## 主要比賽成績
只列出曾進入準決賽的國際賽事成績：
| 年份   | 賽事                     | 公開賽級別 | 項目     | 搭檔                | 成績   |
| ------ | ------------------------ | ---------- | -------- | ------------------- | ------ |
| 2008年 | 哈爾科夫羽毛球國際賽     | 國際系列賽 | 女子單打 | －                  | 準決賽 |
| 2013年 | 白夜羽毛球賽             | 國際挑戰賽 | 女子雙打 | 玛丽亚·舍古罗娃     | 準決賽 |
| 2013年 | 俄羅斯羽毛球大獎賽       | 大獎賽     | 女子雙打 | 玛丽亚·舍古罗娃     | 準決賽 |
| 2014年 | 希臘羽毛球國際賽         | 國際系列賽 | 女子雙打 | 维多利亚·沃罗比娃   | 亞軍   |
| 2014年 | 捷克羽毛球國際賽         | 國際挑戰賽 | 女子雙打 | 伊琳娜·克列布科     | 亞軍   |
| 2014年 | 芬蘭羽毛球國際賽         | 國際系列賽 | 女子雙打 | 伊琳娜·克列布科     | 亞軍   |
| 2015年 | 克羅地亞羽毛球國際賽     | 國際系列賽 | 女子單打 | －                  | 冠軍   |
| 2015年 | 斯洛文尼亞羽毛球國際賽   | 國際系列賽 | 女子雙打 | 塔吉娜·比比克       | 準決賽 |
| 2015年 | 土耳其羽毛球國際賽       | 國際系列賽 | 女子單打 | －                  | 準決賽 |
| 2015年 | 土耳其羽毛球國際賽       | 國際系列賽 | 女子雙打 | 塔吉娜·比比克       | 準決賽 |
| 2015年 | 斯洛伐克羽毛球公開賽     | 未來系列賽 | 女子雙打 | 塔吉娜·比比克       | 準決賽 |
| 2016年 | 克羅地亞羽毛球國際賽     | 未來系列賽 | 女子單打 | －                  | 冠軍   |
| 2016年 | 克羅地亞羽毛球國際賽     | 未來系列賽 | 女子雙打 | 克谢尼娅·叶夫根诺娃 | 冠軍   |
| 2016年 | 拉脫維亞羽毛球國際賽     | 未來系列賽 | 女子單打 | －                  | 冠軍   |
| 2016年 | 拉脫維亞羽毛球國際賽     | 未來系列賽 | 混合雙打 | 阿提姆·塞尔皮奥诺夫 | 準決賽 |
| 2016年 | 立陶宛羽毛球國際賽       | 未來系列賽 | 女子單打 | －                  | 冠軍   |
| 2016年 | 世界大學生羽毛球錦標賽   | 其他       | 混合團體 | －                  | 季軍   |
| 2016年 | 俄羅斯羽毛球大獎賽       | 大獎賽     | 女子雙打 | 塔吉娜·比比克       | 準決賽 |
| 2017年 | 匈牙利羽毛球國際賽       | 國際挑戰賽 | 女子雙打 | 玛丽亚·舍古罗娃     | 亞軍   |
| 2018年 | 歐洲羽毛球女子團體錦標賽 | 其他       | 女子團體 | －                  | 季軍   |
| 2018年 | 土耳其羽毛球國際賽       | 國際系列賽 | 女子雙打 | 玛丽亚·舍古罗娃     | 準決賽 |

| 2007-2017年 | 首要超級賽 | 超級賽 | 黃金大獎賽 | 大獎賽 | 國際挑戰賽 | 國際系列賽 | 未來系列賽 | 其他 |

| 2018-2026年 | 總決賽 | 超級1000賽 | 超級750賽 | 超級500賽 | 超級300賽 | 超級100賽 | 國際挑戰賽 | 國際系列賽 | 未來系列賽 | 其他 |